# Thomas Mozley
Thomas Mozley (1806 - 17 juin 1893) est un ecclésiastique et écrivain britannique associé au mouvement d'Oxford.

## Jeunesse
Mozley est né à Gainsborough, dans le Lincolnshire, fils d'un libraire et éditeur. Son frère, James Bowling Mozley, est célèbre pour ses propres travaux théologiques. De la Queen Elizabeth Grammar School de Gainsborough et de la Charterhouse School, il passe à l'Oriel College d'Oxford en 1825, où il est l'élève, et par la suite le grand ami, de John Henry Newman. En 1831, il est ordonné, après quoi il devient vicaire de Colchester, qu'il quitte un an plus tard pour prendre en charge la cure de Moreton Pinkney. Il demande à partir quatre ans plus tard et devient en 1836 recteur de Cholderton, Wiltshire. En septembre de la même année, il épouse Harriet, la sœur cadette de Newman, créant ainsi un lien familial avec son mentor.

## Tractarien
Dès le début, Mozley est un fervent partisan du mouvement tractarien. Après avoir contribué pendant un certain temps au British Critic, son périodique, Mozley succède à Newman comme rédacteur en chef en juillet 1841.
En 1843, il est sur le point de rejoindre l'Église catholique. Newman lui conseille cependant vivement de prendre deux ans pour réfléchir, et Mozley décide de rester anglican. En 1844, il commence à écrire des articles de fond pour le Times et continue à le faire régulièrement pendant de nombreuses années. La conversion de Newman au catholicisme en 1845 rompt le lien entre Mozley et Newman, qui cesse leur correspondance.
En 1847, Mozley quitte sa vie à la campagne et s'installe à Londres.

## Carrière
En 1868, il accepte la résidence de Plymtree dans le Devon. Mozley publie ses Lettres de Rome, de 1869 à 1870, couvrant la tenue de Vatican I. De 1876 à 1880, il est doyen rural d'Ottery St Mary, Devon. Il prend sa retraite en 1880 et s'installe à Cheltenham, où il meurt.

## Travaux
Mozley est l'auteur de Reminiscences, Chiefly of Oriel, and the Oxford Movement, publié en 1882 qui détaille l'histoire du mouvement d'Oxford et le lien personnel de Mozley avec celui-ci. La réception critique de l’œuvre est mitigée.
Autres publications: 
- Henry VII, Prince Arthur, and Cardinal Morton, from a Group representing the Adoration of the Three Kings on the Chancel Screen of Plymtree Church, 1878.
- Reminiscences, chiefly of Towns, Villages, and Schools, 2 vols., 1885.
- The Word, 1889.
- The Son, 1891.
- Letters from Rome on the Occasion of the Œcumenical Council, 1869-1870, 2 vols., 1891.
- The Creed, or a Philosophy, 1893, with a short autobiographical preface.

Mozley a également publié une lettre au révérend Canon Bull, 1882, et contribue au British Critic et à d'autres périodiques, en plus du Times.